# 저우샤오한
저우샤오한(중국어: 周曉涵, 병음: Zhōu Xiǎohán, 한자음: 주효함, 1984년 8월 8일 ~ )은 타이완의 배우이다. 타이베이시 출신. 드라마 《아화아적십칠세》, 《사자왕강대》 등에 출연했다.